# Marc Davis
Marc Fraser Davis (Bakersfield, 30 de março de 1913 - Glendale, 12 de janeiro de 2000) foi um artista americano proeminente e animador da Walt Disney Studios. Ele foi um dos Nove Anciões da Disney, o núcleo dos principais animadores dos filmes de animação da Disney, e foi reverenciado por seu conhecimento e compreensão da estética visual.

## Animação
Marc Davis foi responsável por muitas personagens da Disney. Abaixo os principais personagens que ele concebeu ou co-criou:
- Branca de Neve de Branca de Neve e os Sete Anões (1937)
- Bambi, Faline, Tambor, Sra. Coelho, Flor e jaritataca fêmea de Bambi (1942)
- Brer Coelho Brer Raposa e Brer Urso de A Canção do Sul (1946)
- Sr. Sapo, Cyril Proudbottom, Rato, Mole, Angus MacBadger, Sr. Winkie e as doninhas de As Aventuras de Ichabod e Sr. Sapo (1949)
- Cinderela, Meia-irmãs (na cena de rasgando o vestido de Cinderela), Príncipe Encantado, o Rei e o Grão Duke (apertos de mão e final) de Cinderela (1950)
- Alice e a criatura de óculos em Alice no País das Maravilhas (1951)
- Tinker Bell e Sra. Darling em Peter Pan (1953)
- Aurora, Malévola, Diablo o Corvo, Príncipe Phillip (poucas cenas), Rei Stefan e Rainha Leah de A Bela Adormecida (1959)
- Cruella de Vil e Anita de One Hundred and One Dalmatians (1961)

## Walt Disney Imagineering
Davis, um desenhista brilhante, também desenhou os personagens para muitos passeios e animatrônicos na Disneyland:
- The Jungle Cruise (1955)
- Mine Train Through Nature's Wonderland (1960)
- The Enchanted Tiki Room (1963)
- Ford's Magic Skyway (1964)
- Great Moments with Mr. Lincoln (1964)
- The Carousel of Progress (1964)
- It's a Small World (1964)
- Pirates of the Caribbean (1967)
- The Haunted Mansion (1969)
- The Country Bear Jamboree (1971)
- America Sings (1974)
- Western River Expedition (nunca construída)

## Após a Disney
Em 1989, ele foi nomeado um Disney Legend. Ele também foi o destinatário do muito cobiçado Mousecar (o equivalente a Disney de um Oscar). 
Davis morreu em 12 de janeiro de 2000. No mesmo mês, o Fundo de Bolsas Marc Fraser Davis formalmente foi estabelecido na California Institute of the Arts.